# Роберто Донадони
Роберто Донадони (итал. Roberto Donadoni; рођен 9. септембра 1963) је  бивши италијански фудбалер и треутни фудбалски тренер.
Предњи или крилни везни, познат по брзини и техници, је био један од стубова игре Милана касних осамдесетих и раних деведесетих, и један од пионира МЛС, где је играо две сезоне за Њујорк/Њуџерси МетроСтарс. Као играч је за репрезентацију одиграо 63 утакмице и постигао 5 голова.
Као селектор италијанске фудбалске репрезентације наследио је Марчела Липија који је дао отказ након освојеног Светског првенства 2006. На Европском првенству 2008. Италија је стигла до четвртфинала где је изгубила од Шпаније. 26. јуна 2008. је отпуштен, а наследио га је Марчело Липи који се вратио на место селектора.